# Campyloneurum
Campyloneurum, rod pravih paprati (papratnice) iz potporodiced Campyloneuroideae, dio porodice Polypodiaceae, red Polypodiales. Postoji šezdesetak priznatih vrsta raširenih po Americi od Meksika i Floride preko preko Srednje Amerike i Antila, na jug do Argentine
Tipična vrsta je Campyloneurum repens (Aubl.) C. Presl, epifit, veoma rasprostranjen po tropskoj Americi.

## Vrste
1. Campyloneurum abruptum (Lindm.) B.León
2. Campyloneurum acutum A.Rojas
3. Campyloneurum aglaolepis (Alston) de la Sota
4. Campyloneurum amazonense B.León
5. Campyloneurum amphostenon (Kunze ex Klotzsch) Fée
6. Campyloneurum anetioides (Christ) R.M.Tryon & A.F.Tryon
7. Campyloneurum angustifolium (Sw.) Fée
8. Campyloneurum angustipaleatum (Alston) M.Mey. ex Lellinger
9. Campyloneurum aphanophlebium (Kunze) T.Moore
10. Campyloneurum asplundii (C.Chr.) Ching
11. Campyloneurum atlanticum R.C.Moran & Labiak
12. Campyloneurum atrosquamatum Labiak, B.León & R.C.Moran
13. Campyloneurum austrobrasilianum (Alston) de la Sota
14. Campyloneurum brevifolium (Lodd. ex Link) Link
15. Campyloneurum castaneum Labiak & R.C.Moran
16. Campyloneurum centrobrasilianum Lellinger
17. Campyloneurum chlorolepis Alston
18. Campyloneurum chrysopodum (Klotzsch) Fée
19. Campyloneurum coarctatum (Kunze) Fée
20. Campyloneurum cochense (Hieron.) Ching
21. Campyloneurum concavum R.C.Moran & Labiak
22. Campyloneurum costatum (Kunze) C.Presl
23. Campyloneurum crispum Fée
24. Campyloneurum cubense Fée
25. Campyloneurum decurrens (Raddi) C.Presl
26. Campyloneurum densifolium (Hieron.) Lellinger
27. Campyloneurum ensifolium (Willd.) J.Sm.
28. Campyloneurum falcoideum (Kuhn ex Hieron.) M.Mey. ex Lellinger
29. Campyloneurum fallax Fée
30. Campyloneurum filiforme Labiak & R.C.Moran
31. Campyloneurum fuscosquamatum Lellinger
32. Campyloneurum gracile A.Rojas
33. Campyloneurum herbaceum (Christ) Ching
34. Campyloneurum inflatum M.Mey. ex Lellinger
35. Campyloneurum jamaicense Labiak & R.C.Moran
36. Campyloneurum leoniae A.Rojas
37. Campyloneurum lorentzii (Hieron.) Ching
38. Campyloneurum macrosorum Fée
39. Campyloneurum madrense A.Rojas
40. Campyloneurum magnificum T.Moore
41. Campyloneurum majus (Hieron. ex Hicken) Lellinger
42. Campyloneurum nitidissimum (Mett.) Ching
43. Campyloneurum nitidum (Kaulf.) C.Presl
44. Campyloneurum oellgaardii B.León
45. Campyloneurum ophiocaulon (Klotzsch) Fée
46. Campyloneurum oxypholis (Maxon) Ching
47. Campyloneurum parvisquama Labiak & R.C.Moran
48. Campyloneurum pascoense R.M.Tryon & A.F.Tryon
49. Campyloneurum pentaphyllum (Willd.) Pic.Serm.
50. Campyloneurum phyllitidis (L.) C.Presl
51. Campyloneurum pichinchae Labiak & R.C.Moran
52. Campyloneurum poloense (Rosenst.) B.León
53. Campyloneurum repens (Aubl.) C.Presl
54. Campyloneurum rigidum J.Sm.
55. Campyloneurum serpentinum (Christ) Ching
56. Campyloneurum solutum (Klotzsch) Fée
57. Campyloneurum sphenodes (Kunze ex Klotzsch) Fée
58. Campyloneurum sublucidum (Christ) Ching
59. Campyloneurum tayronae (D.Sanín) comb.ined.
60. Campyloneurum tenuipes Maxon
61. Campyloneurum tucumanense (Hieron.) Ching
62. Campyloneurum vulpinum (Lindm.) Ching
63. Campyloneurum wurdackii B.León
64. Campyloneurum xalapense Fée

## Sinonimi
- Cyrtophlebium (R.Br.) J.Sm.; J. Bot. (Hook.) 4: 58 (1841) (nom. superfl.)
- Hyalotricha Copel.; Amer. Fern J. 43: 12 (1953), nom. illeg. (nec Dennis (1949))
- Hyalotrichopteris L.D.Gómez; Phytologia 51(7): 476 (1982) (nom. nov., isonym)
- Hyalotrichopteris W.H.Wagner; Taxon 27(5-6): 548 (1978 Publ. 1979), nom. nov.